# Eternal (album Samael)
Eternal – piąty studyjny album szwajcarskiego zespołu Samael wydany 19 lipca 1999 r. przez wytwórnię Century Media. Do utworu "Infra Galaxia" nakręcony został wideoklip.
W 2007 r. wydana została przez Century Media reedycja albumu zawierająca dodatkowo wersje alternatywne kilku utworów oraz nową okładkę.

## Lista utworów
1. "Year Zero" – 3:38
2. "Ailleurs" – 3:55
3. "Together" – 4:28
4. "Ways" – 3:49
5. "The Cross" – 3:21
6. "Us" – 4:15
7. "Supra Karma" – 4:33
8. "I" – 4:01
9. "Nautilus & Zeppelin" – 4:12
10. "Infra Galaxia" – 4:12
11. "Being" – 3:12
12. "Radiant Star" – 3:47

## Twórcy
- Vorph – gitara, wokal;
- Kaos – gitara;
- Masmiseim – gitara basowa;
- Xy – instrumenty klawiszowe, programowanie, perkusja.

Autorem tekstów jest Vorph, muzykę napisał Xy.